# ولاد الراضي (الدواغر بهت)
ولاد الراضي هو دُوَّار يقع بجماعة الصفافعة، إقليم سيدي سليمان، جهة الرباط سلا القنيطرة في المملكة المغربية. ينتمي الدوّار لمشيخة الدواغر بهت التي تضم 10 دواوير. يقدر عدد سكانه بـ 329 نسمة حسب الإحصاء الرسمي للسكان والسكنى لسنة 2004.

## روابط خارجية
- البوابة الوطنية للجماعات الترابية
- المندوبية السامية للتخطيط